# Na Wspólnej
Na Wspólnej (Nederlands: Over het gemeenschappelijk) is een Poolse soapserie die sinds 2003 wordt uitgezonden door TVN. De serie gaat over het leven van de inwoners van een appartementenblok op Ulica Wspólna (Gemeenschapsstraat) in Warschau. Op 9 september 2008 werd de 1000ste aflevering uitgezonden en werd het hiermee de vierde Poolse televisieserie ooit die dat aantal bereikte.

## Rolverdeling

### Huidige acteurs
| Acteur/actrice        | Personage           | Sinds |
| --------------------- | ------------------- | ----- |
| Grażyna Wolszczak     | Barbara Brzozowska  | 2003  |
| Tomasz Schimscheiner  | Andrzej Brzozowski  | 2003  |
| Michał Tomala         | Daniel Brzozowski   | 2003  |
| Anna Korcz            | Izabela Brzozowska  | 2003  |
| Adam Fidusiewicz      | Maks Brzozowski     | 2003  |
| Robert Kudelski       | Michał Brzozowski   | 2003  |
| Ilona Wrońska         | Kinga Brzozowska    | 2003  |
| Wojciech Majchrzak    | Leszek Nowak        | 2003  |
| Jakub Wesołowski      | Igor Nowak          | 2003  |
| Ewa Gawryluk          | Ewa Hoffer          | 2003  |
| Waldemar Obłoza       | Roman Hoffer        | 2003  |
| Kazimierz Mazur       | Kamil Hoffer        | 2003  |
| Joanna Jabłczyńska    | Marta Hoffer        | 2003  |
| Renata Dancewicz      | Weronika Wilk       | 2003  |
| Bożena Dykiel         | Maria Zięba         | 2003  |
| Mieczysław Hryniewicz | Włodzimierz Zięba   | 2003  |
| Sylwia Gliwa          | Monika Zięba        | 2003  |
| Marcin Chochlew       | Filip Konarski      | 2004  |
| Kamil Krawczykowski   | Tomasz Nowak        | 2004  |
| Anna Guzik            | Żaneta Kopeć        | 2005  |
| Zbigniew Stryj        | Adam Roztocki       | 2005  |
| Lucyna Malec          | Danuta Zimińska     | 2006  |
| Grzegorz Gzyl         | Marek Zimiński      | 2006  |
| Anna Kerth            | Małgorzata Zimińska | 2006  |
| Marta Wierzbicka      | Ola Zimińska        | 2006  |

### Voormalige acteurs
| Acteur/actrice       | Personage           | Periode              |
| -------------------- | ------------------- | -------------------- |
| Matylda Damięcka     | Karolina Brzozowska | 2003–2005, 2006–2007 |
| Ewa Gorzelak-Dziduch | Gabriela Nowak      | 2003–2006            |
| Marcin Władyniak     | Konrad Bartczak     | 2003–2004            |
| Leszek Lichota       | Grzegorz Zięba      | 2004–2007            |
| Michał Gadomski      | Bartek Krzeptowski  | 2003                 |